# Cryptolepis macrophylla
Cryptolepis macrophylla är en oleanderväxtart som först beskrevs av Radcliffe-smith, och fick sitt nu gällande namn av Venter. Cryptolepis macrophylla ingår i släktet Cryptolepis och familjen oleanderväxter. Inga underarter finns listade i Catalogue of Life.